# Neoserica penangica
Neoserica penangica är en skalbaggsart som beskrevs av Brenske 1898. Neoserica penangica ingår i släktet Neoserica och familjen Melolonthidae. Inga underarter finns listade i Catalogue of Life.